# Issaka Daboré
Issaka Daboré est un boxeur nigérien né en 1940 à Dingazi Banda et mort le 25 décembre 2021 à Niamey,.

## Carrière
Il débute la boxe en 1958.
Il obtient une médaille d'argent aux Jeux de l'Amitié en 1961 à Abidjan puis une médaille d'or aux Jeux de l'Amitié 1963 à Dakar.
Il participe à trois reprises aux Jeux olympiques (1964, 1968, 1972). Lors de ces derniers où il est le porte-drapeau de la délégation nigérienne, il remporte la médaille de bronze et devient à cette occasion le premier athlète nigérien à avoir décroché une médaille olympique.
Il est médaillé d'argent aux Jeux africains de 1965 et aux Jeux africains de 1973 et médaillé d'or aux Championnats d'Afrique de boxe amateur 1968.
Il met un terme à sa carrière en 1973.

## Famille
Son fils Aboubacar remporte une médaille d'or en boxe aux Jeux de la Francophonie de 2005.